# Sion Assidon
Sion Assidon, né en mai 1948 à Agadir (Maroc), est un militant des droits de l'homme marocain.

## Biographie
Issu d'une famille marocaine juive, Assidon dit s'exprimer publiquement en tant que « citoyen marocain, amazigho-arabe » et non en tant que juif.
Mathématicien de formation, il est membre du Parti communiste marocain. Il rejoint le mouvement Li-nakhduma-al-shaab.
Il s'investit dans la lutte pour l'instauration de la démocratie dans son pays, ce qui lui vaut d'être emprisonné de 1972 à 1984, pendant les années de plomb.
En 1986, il fonde sa société d'informatique puis reprend l'entreprise familiale. Il est coordinateur de BDS Maroc. En 2005, il fonde "Transparency Maroc" dont il devient le directeur, puis membre du Bureau exécutif et du Conseil d'administration de Transparency International.

## Positions
Outre ses engagements de gauche et contre la corruption, Assidon est un «défenseur résolu de la cause palestinienne»
Il est un antisioniste radical. En 2014, il estime que les Israéliens, « ne sont pas des civils : ils sont tous soumis au service militaire et se rendent donc coupables de crimes de guerre ».